# Zdeněk Kutlák
Zdeněk Kutlák (ur. 13 lutego 1979 w Czeskich Budziejowicach) – czeski hokeista, reprezentant Czech.

## Kariera
- HC Czeskie Budziejowice U18 (1996-1997)
- HC Czeskie Budziejowice U20 (1997-1999)
- HC Czeskie Budziejowice (1998-2000)
  -  IHC Pisek (1999)
  -  HC Strakonice (1999)
  -  KLH Jindřichův Hradec (2000)
  -  IHC Pisek (2000)
- Boston Bruins (2000-2003)
- Providence Bruins (2000-2004)
- HC Energie Karlowe Wary (2004-2005)
- HC Czeskie Budziejowice (2005-2007)
- HC Ambrì-Piotta (2007-2013)
- Slovan Bratysława (2013)
- HC Davos (2013-2014)
- EC Red Bull Salzburg (2014-2017)
- HC Czeskie Budziejowice (2017-2019)
- HC Příbram (2020-)

Wychowanek HC Czeskie Budziejowice. W drafcie NHL z 2000 został wybrany przez Boston Bruins. W tym samym roku wyjechał do USA. W ciągu czterech lat spędzonych rozegrał 16 spotkań w barwach Bostonu w rozgrywkach NHL, zaś większość czasu występował w jego zespole farmerskim, Providence Bruins. W 2004 powrócił do Europy, przez trzy lata grał w rodzimej czeskiej ekstralidze. W 2007 został zawodnikiem szwajcarskiego klubu HC Ambrì-Piotta i przez sześć sezonów grał w rozgrywkach National League A. Pod koniec sierpnia 2013 został zawodnikiem słowackiej drużyny Slovana Bratysława, występującej w lidze KHL. Był nim do grudnia 2013. Od grudnia 2013 zawodnik HC Davos. Od sierpnia 2014 zawodnik austriackiego klubu EC Red Bull Salzburg. Od czerwca 2017 ponownie zawodnik macierzystego klubu z Czeskich Budziejowic. Od stycznia 2020 w klubie HC Příbram
Uczestniczył w turniejach mistrzostw świata w 2006, 2012, 2013.

## Sukcesy i nagrody
Reprezentacyjne
- Złoty medal mistrzostw świata juniorów do lat 20: 2000
- Srebrny medal mistrzostw świata: 2006
- Brązowy medal mistrzostw świata: 2012

Klubowe
- Tipsport Hockey Cup: 2000 z HC Czeskie Budziejowice
- Mistrzostwo dywizji AHL: 2003 z Providence Bruins
- Emile Francis Trophy: 2003 z Providence Bruins
- Złoty medal mistrzostw Austrii: 2015, 2016 z EC Red Bull Salzburg